# Desulfotomaculum nigrificans
Desulfotomaculum nigrificans è una specie di batterio appartenente alla famiglia delle Peptococcaceae.